# نهاد أقباي
نهاد أقباي (بالتركية: Nihat Akbay)‏ هو لاعب كرة قدم تركي في مركز حراسة المرمى، ولد في 1945 في إسطنبول في تركيا، وتوفي في 24 مارس 2020. شارك مع منتخب تركيا تحت 21 سنة لكرة القدم ومنتخب تركيا لكرة القدم. أما مع النوادي، فقد لعب مع غلطة سراي.

## وصلات خارجية
- نهاد أقباي على موقع اتحاد تركيا (لاعب) (الإنجليزية)
- نهاد أقباي على موقع قاعدة بيانات كرة القدم.إي يو (الإنجليزية)
- نهاد أقباي على موقع ناشيونال فوتبول تيمز (الإنجليزية)
- نهاد أقباي على موقع عالم كرة القدم.نت (الإنجليزية)